# Moondance
Az 1970-es Moondance Van Morrison harmadik nagylemeze. A lemez zenéje az R&B, a folk-rock, a country rock és a jazz keveréke.
A Come Running kislemez, B-oldalán a Crazy Love-val a pop kislemezlistán a 39. helyig jutott. A Crazy Love kislemezként csak Hollandiában jelent meg, itt nem került fel a listákra. Csak 1977-ben jelent meg a Moondance kislemez, és a 92. helyig jutott a listákon.
A Moondance kedvező kritikákat kapott, és megalapozta Morrison művészi elismertségét. Az album dalait gyakran játszották a rádiók, a lemez Morrison legismertebb albuma. 1999-ben került be a Grammy Hall of Fame-be, 2003-ban pedig 65. lett a Rolling Stone magazin Minden idők 500 legjobb albuma listáján. Szerepel az 1001 lemez, amit hallanod kell, mielőtt meghalsz című könyvben.

## Az album dalai
| 1. | And It Stoned Me | Van Morrison | 4:30 |
| 2. | Moondance        | Morrison     | 4:35 |
| 3. | Crazy Love       | Morrison     | 2:34 |
| 4. | Caravan          | Morrison     | 4:57 |
| 5. | Into the Mystic  | Morrison     | 3:25 |

| 1. | Come Running        | Morrison | 2:30 |
| 2. | These Dreams of You | Morrison | 3:50 |
| 3. | Brand New Day       | Morrison | 5:09 |
| 4. | Everyone            | Morrison | 3:31 |
| 5. | Glad Tidings        | Morrison | 3:42 |

## Helyezések

### Album
| Év   | Lista                | Helyezés |
| ---- | -------------------- | -------- |
| 1970 | Billboard Pop Albums | 29       |
| 1970 | Brit albumlista      | 32       |

### Kislemezek
| Év   | Kislemeze    | Lista                 | Helyezés |
| ---- | ------------ | --------------------- | -------- |
| 1970 | Come Running | Billboard Pop Singles | 39       |
| 1977 | Moondance    | Billboard Pop Singles | 92       |

## Közreműködők
- Van Morrison – gitár, csörgődob, ének
- Jack Schroer – altszaxofon, szopránszaxofon
- Collin Tilton- fuvola, tenorszaxofon
- Jef Labes – orgona, zongora, clavinet
- John Platania – gitár, ritmusgitár
- John Klingberg – basszusgitár
- Gary Malabar – dob, vibrafon
- Guy Masson – konga
- Emily Houston – háttérvokál a Crazy Love és Brand New Day dalokon
- Judy Clay – háttérvokál a Crazy Love és Brand New Day dalokon
- Jackie Verdell – háttérvokál a Crazy Love és Brand New Day dalokon

## Külső hivatkozások
- Lyrics
- superseventies.com: Moondance